# Actinidia rubus
Actinidia rubus  là một loài thực vật có hoa trong họ Dương đào. Loài này được H.Lév. mô tả khoa học đầu tiên năm 1913.